# Urnordiska
Urnordiska eller urnordgermanska var det språk som talades i Norden från omkring 250 till 825 efter Kristus under senromersk järnålder, folkvandringstid och vendeltid. Det nordiska språket utvecklades kraftigt under 600-talet och utvecklades så småningom till det efterföljande språk som talades under vikingatiden: fornnordiska. I samma veva utvecklades även det skrivna språket och under 700-talets andra halva övergick det nordiska språket från den äldre runraden till den så kallade yngre runraden med oklara anor.

## Indelning
Vid behov kan urnordiska indelas i en äldre och en yngre variant: en äldre urnordiska som talades under senromersk järnålder samt folkvandringstid (250–550) och en yngre urnordiska som talades under vendeltid (runt 550–825). Dessa kan alternativt kallas urnordgermanska och urnordiska vardera. Från omkring 500-talet kom omljud såsom u-omljud och i-omljud, samt nasalassimilation med mera, och från 600-talet den nordiska synkoperingen etc.
Från omkring 600-talet finns belägg för en västlig och östlig variation av det nordgermanska språket, enkelt indelad i urvästnordiska och uröstnordiska, därtill torde en urgutniska existerat, vilka senare övergår till fornvästnordiska (föregångare till färöiska, isländska och norska), fornöstnordiska (föregångare till danska och svenska) och forngutniska (föregångare till gutniska) vid övergången från urnordiska till fornnordiska kring skiftet från vendeltid till vikingatid på 700-talet. Omkring år 800 hade urnordiskan börjat skilja sig betydligt från de andra germanska språken.

## Tidigaste belägg

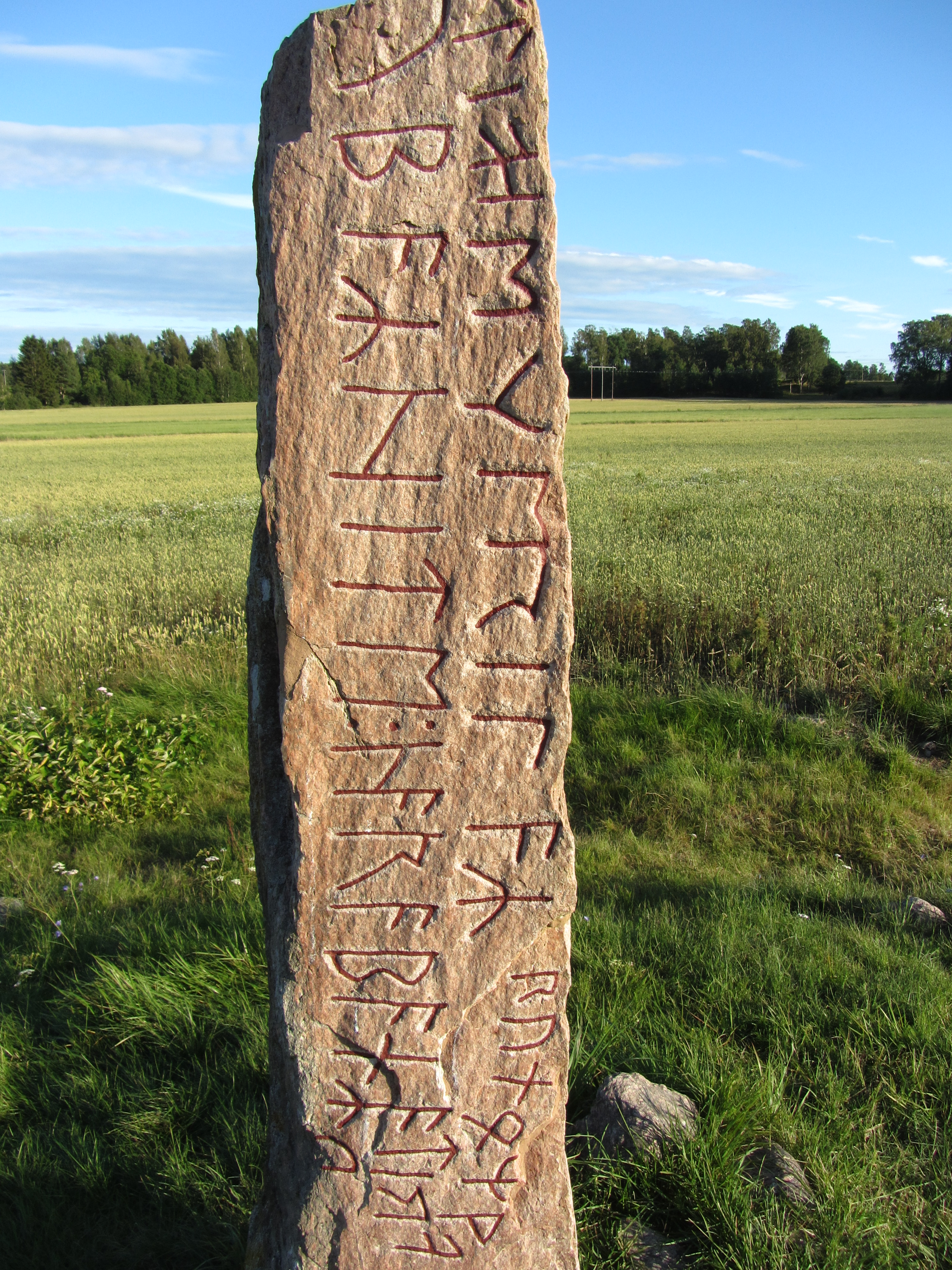
Urnordiska runor på Järsbergsstenen.

Urnordiskans tidigaste datering sätts till år 150 helt enkelt för att runskriften togs i bruk kort efter denna tid. Innan dess finns inga skriftliga belägg alls för hur språket gestaltat sig. Föregående språkstadium, det urgermanska, existerar bara som en lingvistisk rekonstruktion.
Det urnordiska runalfabetet, futharken, innehöll 24 tecken. Man har funnit omkring 200 inristningar på det urnordiska språket, på stenar, berghällar eller amuletter över hela Skandinavien. Det är i huvudsak samma språkform som man möter överallt i Skandinavien på urnordiska runinskrifter, men somliga menar att vissa grammatiska skillnader kan skönjas.
Det bäst kända exemplet på urnordiska är inskriften på guldhornen från Gallehus som sannolikt är från 400-talet efter Kristus. Den lyder: ek HlewagastiR holtijaR horna tawido (där ”R” brukar antas beteckna ett tonande sje-ljud, som i franskans je eller jeune).
I runskrift: ᛖᚲ ᚺᛚᛖᚹᚨᚷᚨᛊᛏᛁᛉ ᚺᛟᛚᛏᛁᛃᚨᛉ ᚺᛟᚱᚾᚨ ᛏᚨᚹᛁᛞᛟ (läsbart för dem som har stöd för Unicode-runor i datorn).

## Utveckling till fornnordiska
I den urnordiska periodens slutskede, cirka 600–800 e.Kr., förändrades språket mycket snabbt. Den typiska bestämda slutartikeln uppkom, som i det nusvenska exemplet: dagen, till skillnad från engelska the day, tyska der Tag eller nederländska de dag.
Indoeuropeiskans gamla tonaccenter, vilka innebar att flerstaviga ord kunde ha olika betydelse beroende på tonhöjd, försvann i urgermanskan. Istället utvecklades en tryckaccent som lades på ordets första stavelse. En konsekvens av denna utveckling blev i urnordiskan bortfallet av obetonade vokaler. Detta kallas synkope eller, om det är sista vokalen i ett ord som utelämnas, apokope. I och med denna utveckling blev exempelvis gastiR till gästR och fiskaR till fiskr. Gallehushornens urnordiska text skulle på den senare fornnordiskan således lyda ungefär Iak HlégästR hyltiR táða horn.
Ytterligare en betydelsefull språklig förändring i urnordiskan var det såkallade omljudet. För svenskans utveckling var i-omljudet särskilt betydande. Det innebar att en tryckstark vokal påverkades av en efterföljande trycksvag vokal, t.ex. i eller u. Det urnordiska domian blev som en följd av detta det fornsvenska døma, medan det urnordiska liusian blev det fornsvenska lysa. Resultat av omljudet kan i dagens svenska ses i ord som hand – händer, fot – fötter och bok – böcker.

## Bevarade urnordiska lånord
Man har fått reda på en del av urnordiskan genom dagens finska, samiska och estniska. Tidiga nordiska lånord i dessa språk har nämligen inte förändrats mycket sedan den tiden. Några exempel (med rekonstruerade urnordiska ord):
- Estniska/finska kuningas < *kuningaz "kung" (fornnordiska kunungr, konungr)
- Finska ruhtinas "prins" < *druhtinaz "hövding, drott" (fornnordiska dróttinn)
- Finska sairas "sjuk" < *sairaz "sår" (fornnordiska sárr)
- Estniska juust, finska juusto "ost" < *justaz (fornnordiska ostr)
- Estniska/finska lammas "får" < *lambaz "lamm" (fornnordiska lamb)
- Finska hurskas "from" < *hurskaz "försiktig, klok" (fornnordiska horskr)
- Finska runo "dikt, runa" < *rūno "hemlighet, mysterium, runa" (fornnordiska rún)
- Finska vaate "klädesplagg" < *wādiz "plagg" (fornnordiska váð)
- Finska viisas "vis" < *wīsaz "klok, vis" (fornnordiska víss)